# Lopusna
A Lopusna (ukránul: Лопушна) hegy a Kárpátokban, a Gorgánok Szivula nevű hegygerincén. 1694 m magas. A gerincen tőle délkeletre a legmagasabb (Nagy-)Szivula (1836 m) és a Kis-Szivula (1818 m), északnyugatra a Borevka (1596 m) emelkedik. Ukrajnában, az Ivano-frankivszki területen található.
A Szivula gerince vízválasztót képez a Limnicja és a Szolotvini-Bisztricja felső folyása között. 3 méterig terjedő méretű kőlapok és -darabok borítják; a „kőfolyók” helyenként 1400 méteres magasságig vagy az alá is leereszkednek. A növényzetet 1400–1600 méteres magasságig fenyvesek, afölött törpefenyő uralja. A kőlapokat mohák, zuzmók borítják.

## Történelem
A hegy lejtőit első világháborús erődítések árkai szabdalják. Árkok maradványai a gerincen is megtalálhatók, a Nagy-Szivulától a Borevka csúcs felé tartva. 1920-tól a második világháborúig erre húzódott Csehszlovákia és Lengyelország határa, amiről katonai őrhelyek romjai is tanúskodnak.

## Turizmus
Oszmoloda, Biszticja vagy Sztara Huta településekről indulva érhető el.